# Stanley Ditmer
Stanley Eugene Ditmer, född den 6 november 1924 i USA, död den 15 oktober 2003 i Clearwater, Florida, var en amerikansk kommendör i Frälsningsarmén, kompositör och sångförfattare.

## Sånger
- Trots molnen på min himmel ej jag fruktan hyser